# Tragic Black
Tragic Black (рус. Трагический чёрный) — американская рок-группа из Солт-Лейк-Сити, созданная в 2000 году музыкантами Vision и Vyle.

## История
Летом 2000 года Vision решил создать группу, после чего был собран первоначальный состав, в который вошли также Vyle (клавишные) и Ashe (гитара). В том же году был дан один концерт в ночь Хеллоуина, и немного позднее в группу вошел Toni, встав на место бас-гитариста. Спустя шесть месяцев к существующему составу присоединился Hex (ритм-гитара), а Ashe покинул группу, оставаясь в дружеских отношениях с участниками. После трех выступлений Hex ушел из группы. До весны 2002 в группе оставались Vision, Vyle и Toni, а позднее, в этом же году, Stich пополнил состав группы, заняв место бас-гитариста (шестиструнная бас-гитара). Из-за разногласий с Toni, члены группы отказались с ним сотрудничать, и он ушёл летом 2003.
В начале 2004 года, для написания и создания нового альбома «The Sixx Premonitions», Tragic Black начали работать совместно с продюсером Джеймсом «Seputus».
В 2004 году Stich сообщил о своих намерениях уйти из группы, преследуя личные интересы. После этого он оставался с группой на протяжении пяти месяцев, и отыграв несколько концертов, уехал в Лондон.
Ashe вернулся весной 2004 и выступил на своем первом концерте с Tragic Black, который был посвящён памяти Розза Уильямса (англ. Rozz Williams), и проходивший в Солт-Лейк-Сити. Осенью 2004 Hex также вернулся в группу, встав на место басиста.
Летом 2005 Seputus стал барабанщиком группы. Участники начали экспериментировать, сочетая электронную музыку с живыми барабанами. После самостоятельного выпуска альбома «Burnt Black», который включал в себя записи концертных выступлений, Tragic Black заключили контракт с лейблом Strobelight. 17 февраля 2006 был выпущен первый студийный альбом «The Decadent Requiem».
Осенью 2006 года на официальном MySpace-блоге было объявлено, что Ashe снова покинул Tragic Black, оставаясь в хороших отношениях с группой.
В середине 2007 года Hex по неизвестным причинам покинул группу, и на замену ему пришел Jesse James. Tragic Black записали новый альбом, который был издан 17 августа 2007 лейблами Strobelight и Shadowplay (в России).
Stich вернулся в Солт-Лейк-Сити в сентябре 2007 и присоединился к Tragic Black, став вторым гитаристом.
После этого состав группы оставался неизменным до октября 2008 года, когда Jesse James принял решение уйти. Перед уходом, Jesse James записал гитарные партии для грампластинки, включающей в себя песни «The Dead Fall» и «Caught in the Noose», и запланированной к выпуску на начало 2009 г. Позднее Hex встал на место Jesse James и в апреле 2009 года группа впервые выступила в Мехико.

## Состав

### Текущий состав
- Vision — вокал
- Vyle — бас-гитара
- Stich — ритм-гитара
- Hex — соло-гитара
- Seputus — барабаны/программинг

### Бывшие участники
- Jesse James — гитара
- Toni — гитара
- Ashe — гитара

## Дискография[1]

### Студийные альбомы
- 2006: The Decadent Requiem
- 2007: The Cold Caress
- 2013: The Eternal Now

### Мини-альбомы/Демо
- 2002: Articulate Lacerations
- 2002: Vatican Demonica (выпущен эксклюзивно для Mp3.com)
- 2004: The Sixx Premonitions

### Концертные альбомы
- 2005: Burnt Black